# Le Phare
Le Phare (hrv. Svjetionik) je višenamjenska dvorana u francuskom gradu Chambéryju te je dom rukometnom klubu Chambéry Savoie. Osim za sport, dvorana se može koristiti i za održavanje koncerata i poslovnih manifestacija.
Dvoranu su dizajnirali Jean-Loup Patriarche i Bernard Maillet iz arhitektonskog ureda Patriarche & Co. Le Phare je izgrađen na parceli veličine 29.074 m² dok veličina same dvorane iznosi 12.000 m². Građena je od siječnja 2007. do siječnja 2009.
Službeni upravitelj dvorane je privatna tvrtka Vega dok za održavanje gospodarskih sajmova surađuje s lokalnom tvrtkom SavoiExpo.
Prva službena rukometna utakmica u dvorani odigrana je 11. veljače 2009. između domaćina Chambéryja i Cercle Nîmesa.

## Podrijetlo imena
Ime Le Phare odnosno Svjetionik je odabrano istekom natječaja za naziv dvorane krajem 2005. Od pristiglih 1.640 prijedloga u finalnu fazu su ušla tri: Le Phare, D3 i Spot. Ti nazivi su dani stanovništvu na glasanje te je 16. siječnja 2006. usvojeno ime Le Phare.

## Vanjske poveznice
- Službena web stranica dvorane Le Phare  Arhivirana inačica izvorne stranice od 4. listopada 2008. (Wayback Machine)